# Wiktor Schmidt
Wiktor Schmidt (ur. 4 stycznia 1841 w Raciborzu, zm. 2 kwietnia 1917) – duchowny rzymskokatolicki, domowy prałat Jego Świątobliwości, pierwszy proboszcz parafii Niepokalanego Poczęcia Najświętszej Maryi Panny w Katowicach.

## Życiorys

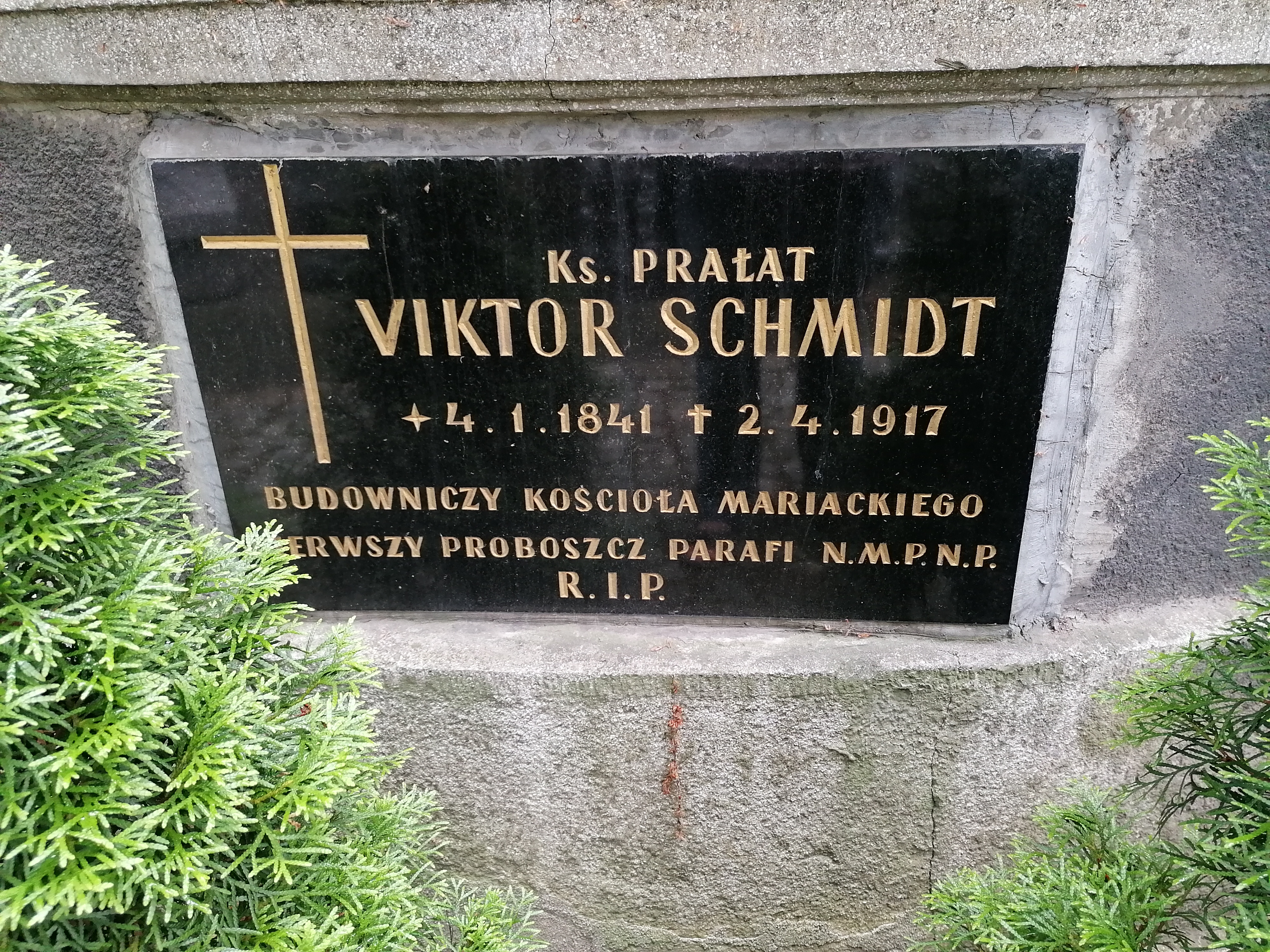
Tablica na kaplicy cmentarnej na cmentarzu przy ulicy Francuskiej w Katowicach – miejsce spoczynku ks. prałata Wiktora Schmidta (2024)

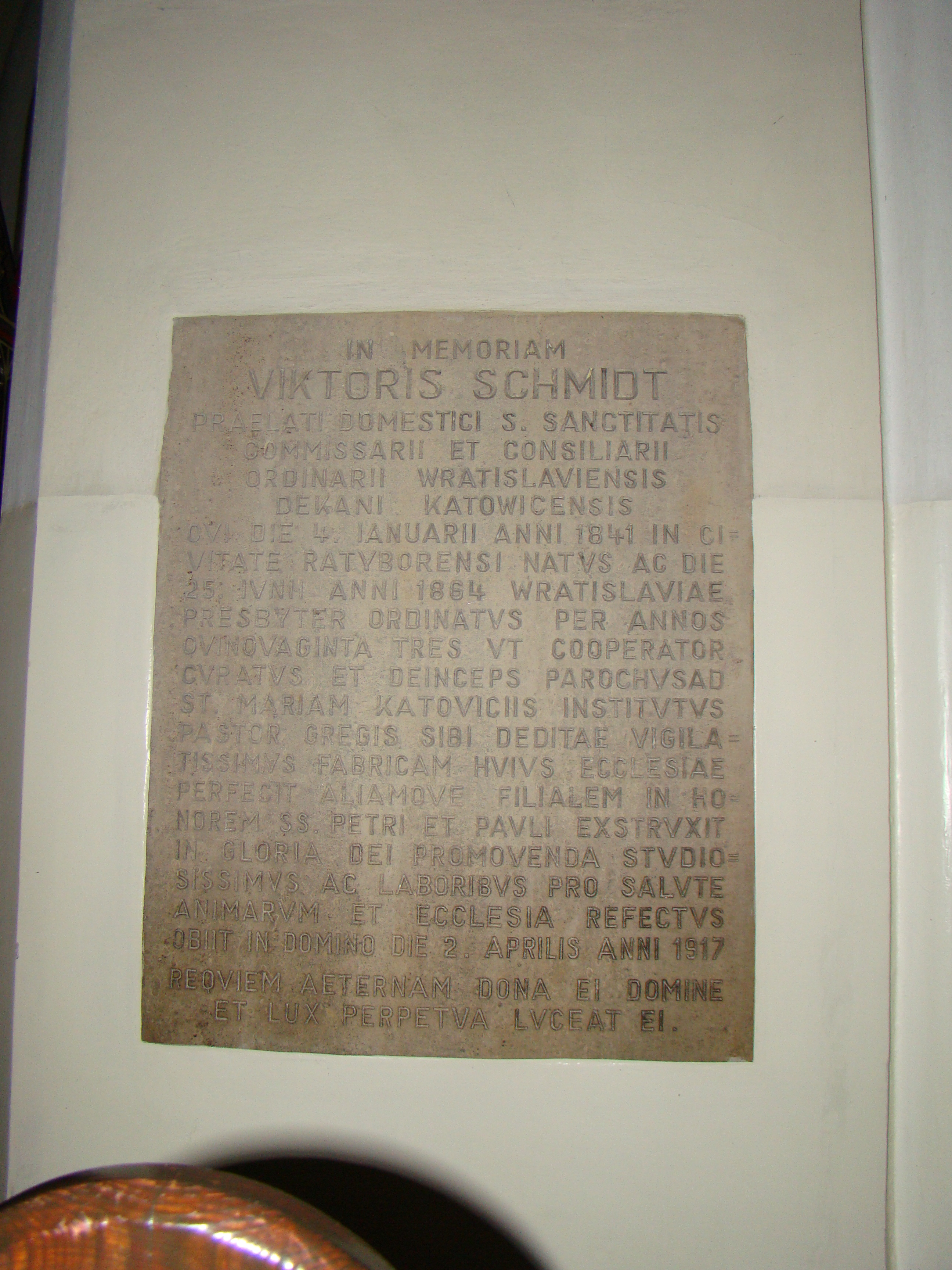
Tablica pamiątkowa we wnętrzu kościoła Mariackiego w Katowicach (po łacinie), upamiętniająca ks. prałata Wiktora Schmidta (2014)

Urodził się 4 stycznia 1841 roku w Raciborzu w rodzinie nauczyciela Fryderyka i Alojzy. W latach 1852–1860 uczęszczał do tamtejszego gimnazjum, gdzie zdał maturę, po czym zaczął studia teologiczne na Uniwersytecie Wrocławskim. 28 czerwca 1864 roku we Wrocławiu przyjął święcenia kapłańskie. 
Od 1864 roku pracował na terenie późniejszej parafii Niepokalanego Poczęcia Najświętszej Maryi Panny w Katowicach jako wikariusz, od 1868 roku był kuratusem, a 14 czerwca 1873 roku, w dniu erygowania parafii, został jej proboszczem. Dokończył budowę kościoła Mariackiego, zaczętą przez ks. Teodora Kremskiego. Uroczyste poświęcenie świątyni nastąpiło 20 listopada 1870 roku.
Z jego inicjatywy w 1870 roku zostały sprowadzone do Katowic siostry elżbietanki, których klasztor powstał przy późniejszej ulicy Warszawskiej. Przy nim 25 listopada 1897 roku został otwarty szpital św. Elżbiety. Będąc kuratorem zakładu opiekuńczego w Bogucicach zaprosił siostry jadwiżanki do objęcia tej placówki. Działał także społecznie. W 1867 roku utworzył w Katowicach Konferencję Pań św. Wincentego à Paulo, która miała na cel opiekę nad seniorami, a w 1893 roku pod jego przewodnictwem zaczął działać Związek Chrześcijańskich Robotników. Wybudował również tzw. dom związkowy, ukończony w 1914 roku.
Należał do wpływowych działaczy centrowych na Górnym Śląsku. W 1893 roku przewodniczył centralnemu komitetowi wyborczemu w Katowicach, który z jego inspiracji wystąpił przeciwko kandydaturze Juliusza Szmuli w wyborach do niemieckiego parlamentu. W 1896 roku w Królewskiej Hucie wraz z innymi duchownymi centrowymi założył Gazetę katolicką, która miała na celu zwalczanie Katolika i ruchu polskiego na Górnym Śląsku.  
Z uwagi na wzrost liczby wiernych parafii Mariackiej doprowadził do budowy w latach 1898–1902 kościoła śś. Apostołów Piotra i Pawła przy ulicy Mikołowskiej w Katowicach. W tym celu sam prowadził korespondencję i poszukiwał źródeł finansowania, a na jego wniosek sporządzono kilka projektów nowego budynku. Dokonał także poświęcenia kilku innych kościołów na terenie obecnych Katowic i w jego okolicach. 19 marca 1902 roku poświęcił nowo wybudowany kościół śś. Jana i Pawła Męczenników w Dębie, 8 listopada 1900 roku kościół św. Józefa w Załężu, 17 listopada 1912 roku kościół św. Antoniego z Padwy w Dąbrówce Małej, natomiast 18 listopada 1907 roku kościół św. Józefa w Chorzowie. 5 lipca 1914 roku poświęcił kamień węgielny pod budowę kościoła św. Anny w Janowie.  
Do 1916 roku pełnił funkcję dziekana dekanatu mysłowickiego – jego następcą był ks. Józef Kubis.
Otrzymał tytuł domowego prałata Jego Świątobliwości. Ludwik Musioł napisał o nim: „niski człowiek, o siwej głowie, znany i szanowany przez wszystkich obserwator rozwoju Katowic od niepozornych początków do wielkomiejskiego ośrodka przemysłowo-handlowego”.
Zmarł 2 kwietnia 1917 roku. Pochowany został na cmentarzu przy ulicy Francuskiej w Katowicach, w kaplicy cmentarnej.

## Upamiętnienie
- Tablica pamiątkowa wewnątrz kościoła Mariackiego w Katowicach – po łacinie[21] (na tablicy inskrypcyjnej wyryta została błędna data święceń kapłańskich – 25 zamiast 28 czerwca 1864 roku[3]).